# AP位點

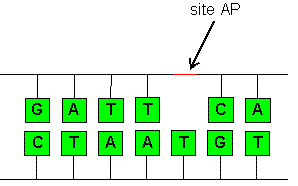
一个缺嘌呤的AP位點例子

在生物化學和分子遺傳學之中，AP位點(缺嘌呤/缺嘧啶位點)，也被稱作是缺鹼基位點，通常位在由嘌呤或是嘧啶組成的DNA之內(也有極小機率出現在双链RNA之內)，不是自發的話就是由DNA損傷造成。在一般生理條件下，一個細胞每天估計產生約10,000個缺嘌呤位點和500個缺嘧啶位點。
AP位點能夠由自發的去嘌呤作用產生，但也可能充當鹼基切除修復機制中的中間產物。在這過程之中，DNA 糖苷酶識別受損的鹼基，並切下N-糖苷鍵結，使鹼基脫去產生AP位點。不同的N-糖苷酶能夠分別不同類型的損傷，其中包含過氧化或是甲基化的鹼基，或是尿嘧啶出現在DNA之中。AP位點在這之後被AP 內切酶切除, 生成3'羥基和5'磷酸脫氧核糖的末端(參見DNA 結構)。在另一種方法之中，雙功能的糖基化酶-裂解酶能切除AP位點，生成一個5'磷酸鹽並鄰接著一個3'α,β-未飽和的醛類。兩種機制最後都造成單股DNA斷裂，之後被長-補丁和短-補丁鹼基切除修復的機制所補齊，形成雙股的DNA。
如果有未修復的情況，半保留複製進行時，AP位點將能夠導致突變發生。AP位點能造成複製叉停止，以及被跨損傷修復機制所略過。對於E. coli，腺嘌呤會被優先插入，並略過AP位點，這個過程被稱作"A規則"。跨損傷修復機制在高等的真核生物之中會更為複雜，不同的鹼基在不同的生物和實驗條件下，會顯現不同的偏好。